# كالكوجين
| المجموعة | 16     |
| الدورة   |        |
| 2        | 8 O    |
| 3        | 16 S   |
| 4        | 34 Se  |
| 5        | 52 Te  |
| 6        | 84 Po  |
| 7        | 116 Lv |

مجموعة الكالكوجين هي عناصر المجموعة السادسة عشر الموجودة بالجدول الدوري للعناصر (طبقا لشكل الاتحاد الدولي للكيمياء البحتة والتطبيقية)، كما تعرف هذه العناصر أيضا بعائلة الأكسجين.
وتتكون المجموعة من:
- أكسجين
- كبريت
- سيلينيوم
- تيلوريم
- بولونيوم
- ليفرموريوم

مركبات هذه المجموعة بصفة خاصة السلفيدات والسيلينيدات والتيلوريدات يعرفوا معا بالكالكوجينات. وهذا الاسم مشتق من الاسم الإغريقي chalcos والذي يعنى تكون ركام المعادن 
.
الأكسجين والكبريت من اللافلزات، بينما البولونيوم والسيلينيوم والتيلوريم أشباه فلزات (أي أن خواصها الكهربية تقع بين الفلزات والعوازل). كما أن كل من التليلوريم والسيلينيوم يعتبر فلز في حالته العنصرية.
الكالوجينيد يعتبروا من المعادن. فمثلا AuTe2 (بايريت) من ركاز الحديد، كما ان AuTe2 تم أخذ اسمه تيلورايد لمدينة (لتدل على الفترة التي كان يتم فيها عن الذهب) في ولاية كلورادو الأمريكية.
عدد التأكسد للكالوجينات بصفة عامة -2 في الكالوجينيد، ولكن يمكن أيضا أن يكون له أرقام تأكسد أخرى مثل -1.

أقصى رقم تأكسد +6 يوجد في الكبريتات، السيلينات مثل Na2SeO4 (سيلينات الصوديوم). وقد أدى الفهم الحديث للكمياء بعد نظرية الكم تجاوز طريقة أعداد الأكسدة التقليدية مفضلا عليها طريقة الدالة الموجية متعددة الالكترونات، التي تسمح باجراء محاكاة حاسوبية (تمثيل حاسوبي) مفصلة. ولكن هذا لا يمنع أن أرقام التأكسد التقليدية تكون مفيدة في كثير من الحالات.

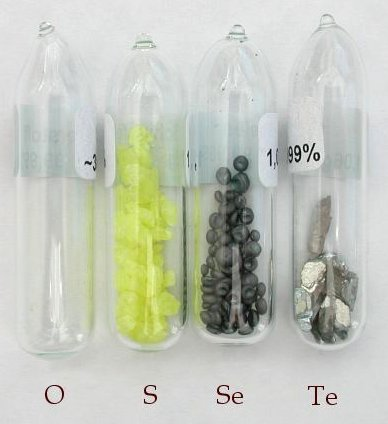
عناصر مجموعة الكالكوجين

## اقرأ أيضاً
- كالكوجينيد